# 伊萊·帕理澤
伊萊．帕理澤(英語：Eli Pariser，1980年12月17日—) 是一位作家、社會運動者與企業家。他曾表示，他專注在於「如何使科技與媒體服務於民主」。
2004年，他出任MoveOn.org執行董事，協助開創線上公民參與的實踐模式。他同時是Upworthy（專注於有病毒式傳播的網站）與全球公民意識組織阿瓦兹的共同創辦人。他的暢銷書《搜尋引擎沒告訴你的事》(直译：過濾泡泡：網際網路隱藏了什麼)首度將「過濾氣泡」這一術語引入大眾語彙。目前，他是美國基金会的Omidyar研究員，並共同執導New_Public。

## 早期生活
伊萊．帕理澤是犹太人，出生於緬因州林肯维尔，2000 年以最高榮譽毕业于巴德西蒙洛克學院，获得法学和政治学学士学位。 2005年，他重返巴德西蒙洛克學院擔任畢業典禮演講嘉賓。

## 職業生涯
伊萊．帕理澤作為政治活動家崛起的起點始於他與大學生大衛·H·皮克林聯手發起一項線上請願，該請願呼籲對九一一事件採取非軍事回應。當時，他在全國性非營利組織More Than Money擔任計畫助理。不到一個月內，就有50萬人聯署。
2001年11月，伊萊．帕理澤加入MoveOn.org，當時創辦人韦斯·博伊德 (Wes Boyd)和琼·布莱兹 (Joan Blades)邀請他將自己的努力與該組織的工作合併。在2004年美國總統選舉期間，他共同創辦了「30秒看布希」廣告比賽，並從小額捐款者那裡籌得超過3000萬美元，用以播放廣告並支持民主及進步候選人。 
2003年，紐約時報雜誌記者乔治·帕克撰文時，曾將MoveOn形容為「主流」元素，可能是「美國歷史上發展最快的抗議運動」的一部分。帕理澤自2004年至2008年擔任MoveOn.org執行董事，自2008年起則擔任董事會主席。
之後，帕理澤開始關注網路個人化的發展。他發現，根據使用者過去的網路搜尋歷史，搜索引擎對同一詞語或短語的回應可能存在明顯差異；例如，若透過Google、 Facebook或雅虎搜尋某一詞彙，自由派使用者可能會得到與保守派截然不同的結果。 例如，自由派使用者在輸入「BP」時，可能會顯示關於墨西哥灣漏油事件的相關資訊；而保守派使用者則可能會看到有關該石油公司的投資資訊。
帕理澤預見到高度個人化的網路可能帶來的危險，2011年，帕理澤在其《紐約時報》暢銷書《搜尋引擎沒告訴你的事》中首次引入「過濾氣泡」一詞。此後比尔·盖茨 、蒂姆·伯纳斯-李爵士及其他網際網路先驅皆對此現象表示關切。他在2011年TED大會上的相關演講，目前已有超過500萬次觀看。
2012年，他與彼得·科奇利（英語：Peter Koechley）共同創立媒體公司Upworthy，旨在讓具有公民價值的重要理念獲得廣泛關注。成立兩年內，Upworthy的月訪問量便超過8000萬人次。 
2018年，帕理澤與塔莉亞·斯特勞德教授（英語：Talia Stroud）共同展開「公民訊號」(Civic Signals)計畫，  ，目標是打造更具「公共友善性」的網路空間，這一概念在他2019年的TED演講中有所闡述。 「公民訊號」隸屬於全國公民大會（National Conference on Citizenship），並於2021年更名為「New_ Public」。
目前，帕理澤是哈佛大学薩佛拉倫理中心（英語：Safra Center for Ethics）的研究員，普林斯頓大學的蘭菲爾德訪問駐校學者（Langfield Visiting Resident），以及New America的Omidyar研究員。此外，他也是無國界記者組織（Reporters Without Borders）發起的「資訊與民主委員會」25位領軍人物之一。

## 作品
- Eli Pariser, The Filter Bubble: What the Internet Is Hiding from You, Penguin Press（英语：Penguin Press）（New York, May 2011）ISBN 978-1-59420-300-8

## 外部連結
- 过滤气泡官方网站
- 罗斯福研究所高级研究员
- Civic Signals的存檔，存档日期2019-11-05.
- 新_公共官网 （页面存档备份，存于）
- MoveOn.org （页面存档备份，存于）
- TED上的伊萊·帕理澤上
- C-SPAN內的頁面（英文）在
- Eli Pariser 和过滤气泡，Ross Reynolds， KUOW-FM西雅图，2011 年 5 月 24 日，采访
- 韦斯·博伊德和伊萊．帕理澤传记 （页面存档备份，存于），世界传记百科全书